# Alda die Ältere
Alda ("die Ältere", auch "Hilda" wegen ihrer fränkischen Abstammung; * um 910; † vor 932) stammte aus Franken und war Königin von Italien.
Alda heiratete vor 926 Hugo von Arles, den König von Italien. Sie wurde als ex Francorum genere Teutonicorum bezeichnet und kam aus Franken nach Italien. Dabei brachte sie den Kaplan Gerlannus mit nach Süden und sorgte dafür, dass dieser ein eigenes Bistum erhielt.
Ihre Kinder mit Hugo waren:
- Alda die Jüngere
- Lothar II. (Italien)